# Schützenau (Eitorf)
Schützenau ist ein ehemaliger Ortsteil der Gemeinde Eitorf und wurde Bach zugeschlagen. 

## Lage
Schützenau liegt oberhalb von Bach in einer Höhe von 120 m ü. NHN am westlichen Steilufer des untersten Krabachtales.

## Geschichte
Das erste Haus wurde von der Familie Schütz aus Walsum 1926 erbaut. Sie nannten den Wohnort Schützenau, als durch weitere Häuser eine Streusiedlung entstand. Damals gehörte der Ort zur Gemeinde Uckerath. Er wurde im Zuge der Gemeindereformen 1969 der Gemeinde Eitorf zugeordnet.